# Levi Eshkol
Levi Eshkol (Hebraisk: לֵוִי אֶשְׁכּוֹל), født Levi Školnik (el. Levi Shkolnik, Hebraisk: לֵוִי שׁקוֹלנִיק) den 25. oktober 1895 i Oratov near Kijev, Ukraine – 26. februar 1969 i Jerusalem) var en jødisk forkæmper for etablering af staten Israel og senere israelsk politiker.
Levi Shkolnik voksede op i Ukraine, hvor hans mor havde en Hasidic-baggrund, mens hans far kom fra en Mitnagdim-familie. Levi gennemgik en traditional uddannelse og som 19-årig rejste han i 1914 til Palæstina, dengang en del af det Osmanniske Rige. Levi tilsluttede sig hurtigt derefter den britiske hærs jødiske legion, der under første verdenskrig kæmpede mod det Osmanniske Rige i bl.a. Palæstinaregionen.
Efter etablering af staten Israel, blev Eshkol indvalgt i det israelske parlament Knesset i 1951 som medlem af partiet Mapai. Han var landbrugsminister indtil 1952, hvor han blev udpeget til finansminister og efterfølger for den netop afdøde Eliezer Kaplan. Eshkol opretholdt sin post som finansminister gennem de efterfølgende 12 år, hvor han etablerede sig som et af Mapei-partiets bærende medlemmer, og han blev udpeget af premierminister David Ben-Gurion som hans efterfølger som regeringsleder. 
Levi Eshkol tiltrådte som Israels premierminister den 21. juni 1963 og opretholdt posten indtil sin død (som 73-årig) som følge af et hjertetilfælde den 26. februar 1969. Han blev efterfulgt på posten som premierminister af Golda Meir.
Abba Eban var som udenrigsminister fra 1966 indtil 1974 en væsentlig rådgiver og støtte for såvel Levi Eshkol som for efterfølgeren Golda Meir.